# Nils van der Poel
Nils van der Poel (Trollhättan, 25 aprile 1996) è un ex pattinatore di velocità su ghiaccio svedese detentore del record olimpico nonché campione mondiale e olimpico in carica nel pattinaggio di velocità nella distanza dei 5.000 m e dei 10.000 m.

## Biografia
Van der Poel vince i mondiali junior di Bjugn nel 2014. Prende parte ai Giochi Olimpici del 2018, terminando al 14º nei 5.000m. Tra il 2018 e il 2019 prende una pausa dalle competizioni.
L'11 febbraio 2021 si laurea campione del mondo nei 5.000m, la prima medaglia della Svezia nella competizione dopo 38 anni, e il primo oro dopo 48. Tre giorni dopo trionfa anche nei 10.000m con il nuovo record del mondo.
Ai Giochi Olimpici di Pechino nel 2022 van der Poel vince l'oro sia nei 5.000 che nei 10.000m, facendo segnare il nuovo record olimpico e mondiale in entrambe le distanze. Nello stesso anno vince anche i mondiali completi di pattinaggio velocità di Hamar.
Il 3 marzo 2022 annuncia il ritiro dalle competizioni, terminando la carriera con la vittoria dei 5.000m nella finale della Coppa del Mondo, primeggiando così nella classifica di Coppa del Mondo lunghe distanze 2021-22.

## Palmarès

### Olimpiadi
- 2 medaglie:
  - 2 ori (5000 m e 10000 m a Pechino 2022)[6]

### Mondiali completi
- 1 medaglia
  - 1 oro (a Hamar 2022)

### Mondiali
- 2 medaglie:
  - 2 ori (5000 m e 10000 m a Heerenveen 2021)